# التكية الإبراهيمية
التكية الإبراهيمية أو تكية إبراهيم، وهي جمعية خيرية تقع بالقرب من المسجد الإبراهيمي تقدم الطعام المجاني للفقراء والأسر المحتاجة على مدار العام وخصوصًا في شهر رمضان، ما جعل مدينة الخليل تكتسب شهرة واسعة بأنها «المدينة التي لا تعرف الجوع أبدًا». يعود عمر هذه التكية منذ العام 1279م، حين أنشأها السلطان قالون الصالحي في زمن صلاح الدين الأيوبي. ويقول أهالي الخليل إن تاريخ التكية (الزاوية) يعود إلى عهد النبي إبراهيم الذي وُصف بأنه «أبو الضيفان» حيث كان لا يأكل إلا مع ضيف كما كان يقدم الطعام لعابري السبيل من ذات المكان الذي توزع فيه التكية الطعام في هذه الأيام.

## التاريخ
يقول أهل الخليل أن التكية يعود تاريخها لعهد النبي إبراهيم، وتأسست في العام 1279م على يد السلطان قالون الصالحي في زمن صلاح الدين الأيوبي مطلقًا عليها اسم «الرباط»، وبعد ذلك أطلق عليها السكان اسم «الطبلانية» لأن العاملين فيها كانوا يدقون الطبول إيذانًا ببدء تقديم الطعام صباحًا ومساءً. وقد أنشئت لتقديم الطعام إلى فقراء المدينة وأهل العلم فيها وضيوفها، إكراما للنبي إبراهيم الذي كان معروفًا بكرمه، والذي يوجد قبره في المسجد الإبراهيمي. وقد اهتمت الدولة الإسلامية في مختلف العصور بالتكية؛ حيث اعتنى الأيوبيون بها وزادوا في خيراتها والاهتمام بها، وعندما جاء صلاح الدين الأيوبي أوقف الوقفيات الكبيرة على المسجد الإبراهيمي والتكية الإبراهيمية التي كانت تطعم الوافدين إليها ويصرف لخيولهم الشعير حتى يبقوا في رباط دائم إلى يوم القيامة.
وعندما كانت التكية الإبراهيمية بجوار المسجد الجاولي من الجهة الجنوبية للحرم الإبراهيمي كان يوضع بها الدشيشة «الحساء» للوافدين على المدينة، ولأهلها، وتوزع 3 مرات في الصباح وبعد الظهر وبعد العصر، ويدق الطبل عند التوزيع في المرة الثالثة بعد العصر في كل يوم. وكان يصنع خبز السماط من الأفران والطواحين في مكان متسع يشتمل على 3 أفران، و9 أحجار للطحن، وكان يعلو هذا المكان الحواصل (المخازن) التي يوضع بها القمح والشعير، فلا يدخل القمح في الحواصل إلا وقد خرج خبزًا ومقدار ما كان يعمل فيه من الخبز كل يوم 14 ألف رغيف، وكان يبلغ 15 ألف رغيف في بعض الأحيان.
أما في عهد الفاطميين، فقد رصدت الأموال والمخصصات السنوية اللازمة لاستمرار عمل التكية، فوقف الملوك والسلاطين وقادة الجيش القرى والعقارات الكثيرة على المسجد الإبراهيمي والتكية الإبراهيمية، وقد حررت هذه الوقوف وحفظت في صندوق العمل المحفوظ حتى الآن في مقام النبي يوسف، وكان ريع هذا الوقف يصل من مصادره المتعددة من مصر والشام وشرق الأردن ومن جميع أنحاء فلسطين؛ كمرج ابن عامر في الشمال ومدن وقرى نابلس والقدس وبئر السبع، ووقف خليل الرحمن في مدينة الخليل، وكذلك ضريبة الأراضي العشرية، وضريبة الحكر من الأراضي التي تعود لوقف خليل الرحمن، بالإضافة إلى ما يرد التكية من صدقات ونذور وهدايا من الأهالي على فترات متقطعة. وقد ذكر هذه التكية الرحالة والسياح الذين زاروا الخليل منذ أقدم العصور، ومنهم السائح الفارسي ناصر خسرو الذي زار الخليل قبل الحروب الصليبية وتحدث عن التكية. وكذلك ابن الفضل العمري الذي زار الخليل سنة 745 هـ، وابن بطوطة الذي زارها سنة 725 هـ.

### التاريخ الحديث
تم إزالة بناء التكية القديم وملحقاته عام 1964م، وذلك ضمن مشروع إزالة ما حول المسجد الإبراهيمي، ونُقل البناء إلى مكان مؤقت بجانب بركة السلطان في المدينة، وذلك بحجة تنظيم وتجميل المسجد الإبراهيمي. وفي عام 1983م قامت الأوقاف بإنشاء مبنى جديد من الجهة الشمالية القريبة للمسجد الإبراهيمي، وتم تجهيز هذا المكان بكل ما يلزم التكية ويريح الوافدين.
قبل انتفاضة الأقصى عام 2000م، كانت تكية إبراهيم التي تشرف عليها مديرية الأوقاف الإسلامية في الخليل، تقدم الطعام لمئات العائلات، إلا أن عدد هذه العائلات ازداد بعد الحصار الإسرائيلي ومع فرض حظر التجول على البلدة القديمة لمدة طويلة مُنع طهاة التكية من الوصول إليها، وبذلك حُرم مئات الفقراء يوميًّا من الوجبة المجانية التي كانوا يحصلون عليها. وتؤكد مديرية الأوقاف في المدينة التي توفر المواد اللازمة لإعداد الطعام عن طريق تبرعات المحسنين أن عدد الفقراء في ازدياد، وأن المديرية تسعى للحصول على تصاريح خاصة من قوات الاحتلال للطهاة للتوجه إلى التكية في أيام منع التجول، ولكن دون نتيجة. ويبرز خلال شهر رمضان دور التكية في مساعدة الفقراء والحالات المستورة في مدينة الخليل وأكدت وزارة الأوقاف والشؤون الإسلامية أن عمل التكية اتسع نتيجة الحصار والإغلاق المفروض على الخليل وأن أصحاب النذور والصدقات وأصحاب الخير والمتبرعين من أهالي الخليل يتسابقون لإعداد وجبات شهر رمضان المبارك الفاخرة من اللحوم والخضار والخبز؛ حيث يطبخ يوميا في شهر رمضان قرابة 5 قدور، سعة كل واحد حوالي 200 كيلو جرام من الخضار واللحوم، وتوزع ساخنة على الرواد من فقراء ومساكين. يوزع الطعام مجانا على حوالي 500 أسرة فقيرة، وهو ما يعادل 2500 وجبة يوميا. بعد الحصار الإسرائيلي ارتفع عدد الوجبات التي توزع أكثر من 15 في المئة، ويتم توزيع الطعام للرواد والفقراء طوال أيام السنة، إلا أن لشهر رمضان وضعا خاصا ويتم خلال شهر رمضان توزيع وجبات خاصة، أما في الأيام العادية فيتم توزيع اللحوم مرتين في الأسبوع، وفي باقي الأيام تقدم «الشُّرْبة» أو «شوربة إبراهيم» وهي عبارة عن قمح مسلوق ومطبوخ بطريقة خاصة.

## معرض صور

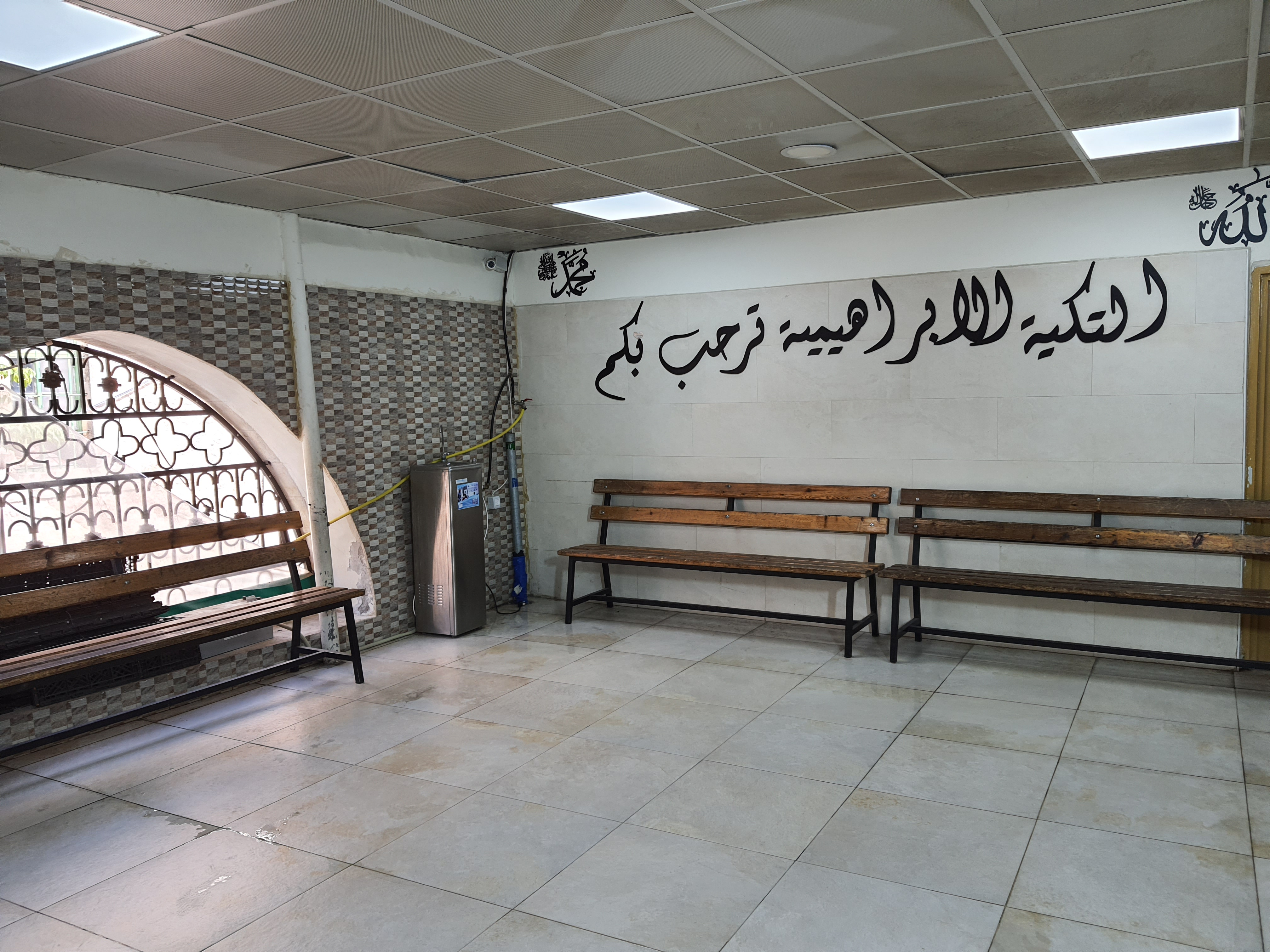
صورة من داخل مبنى التكية الإبراهيمية
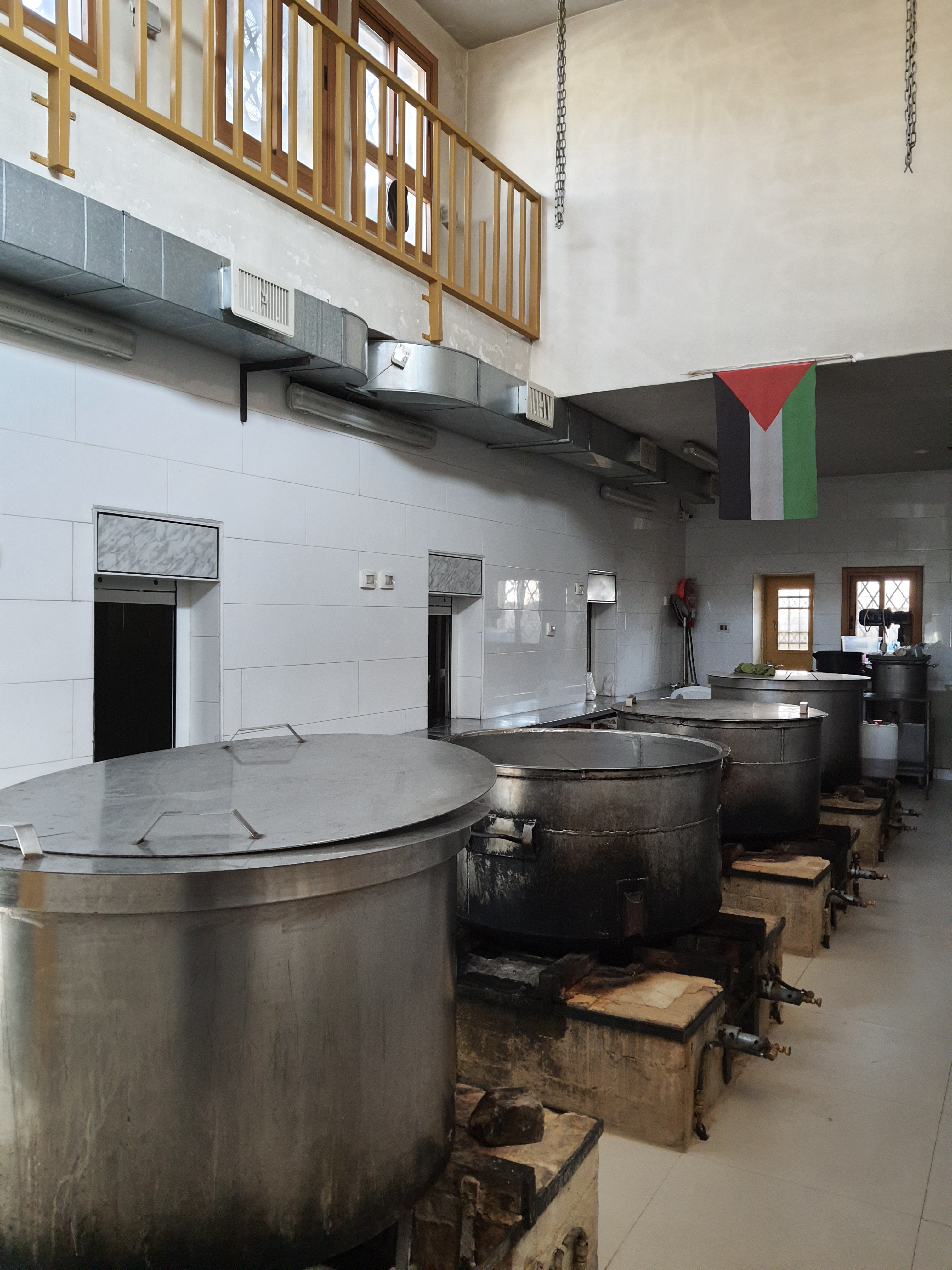
القدور الكبيرة التي تستخدم في طهي الطعام في داخل التكية
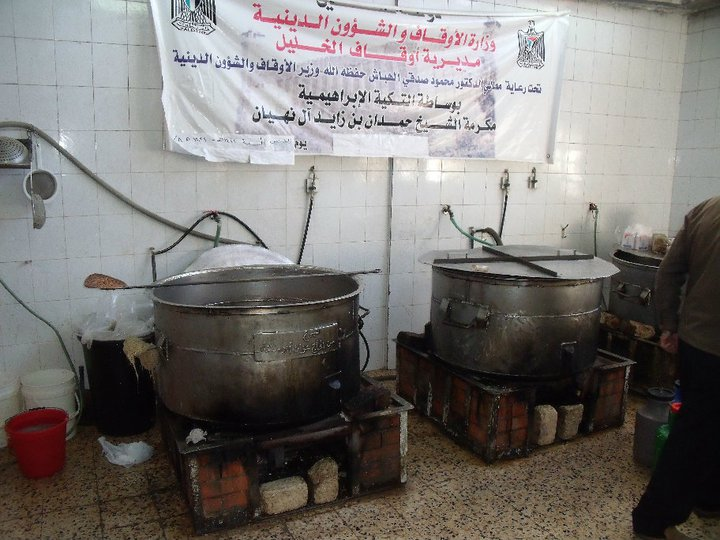
الإعداد للطعام داخل التكية الإبراهيمية
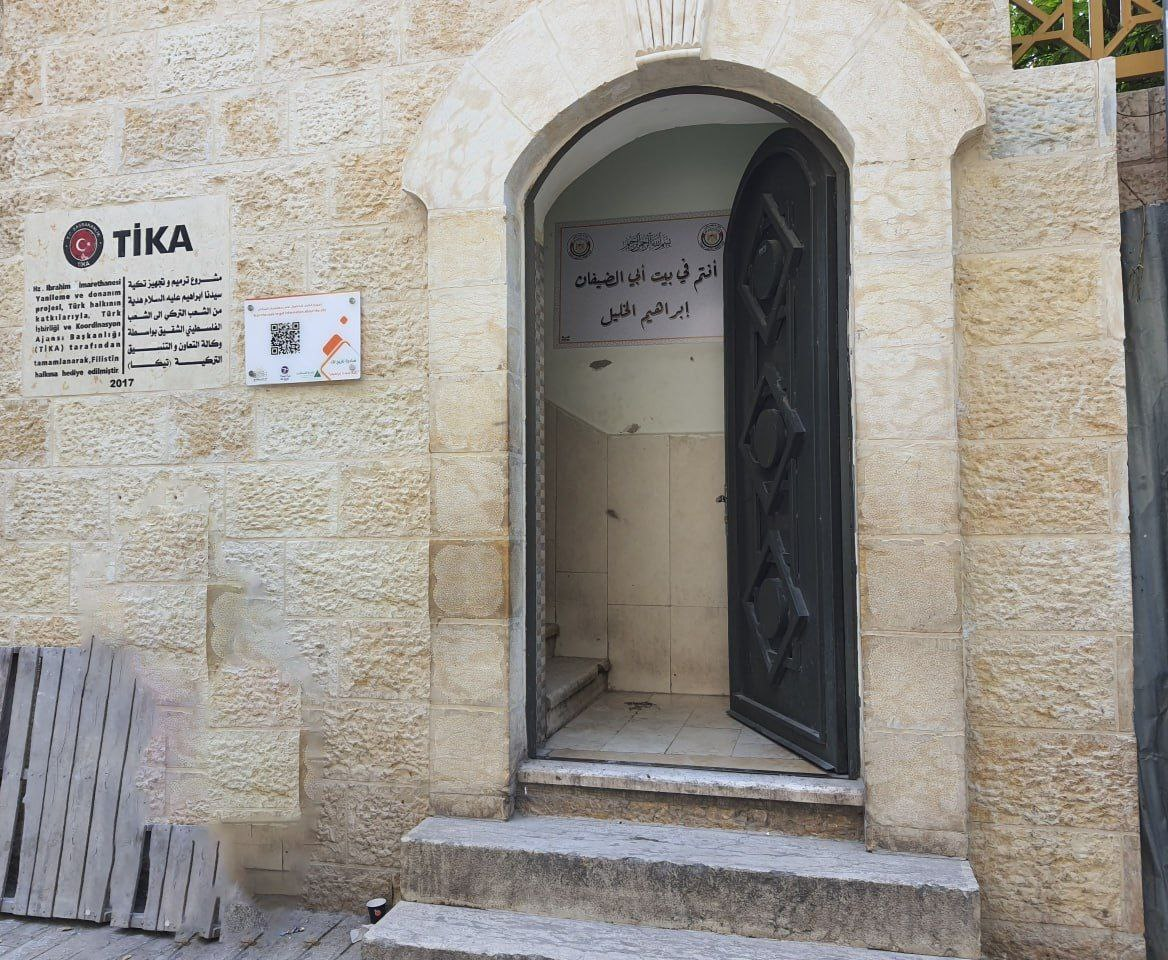
باب التكية الإبراهيمية، وتظهر أمام المدخل عبارة (أنتم في بيت أبي الضيفان إبراهيم عليه السلام)
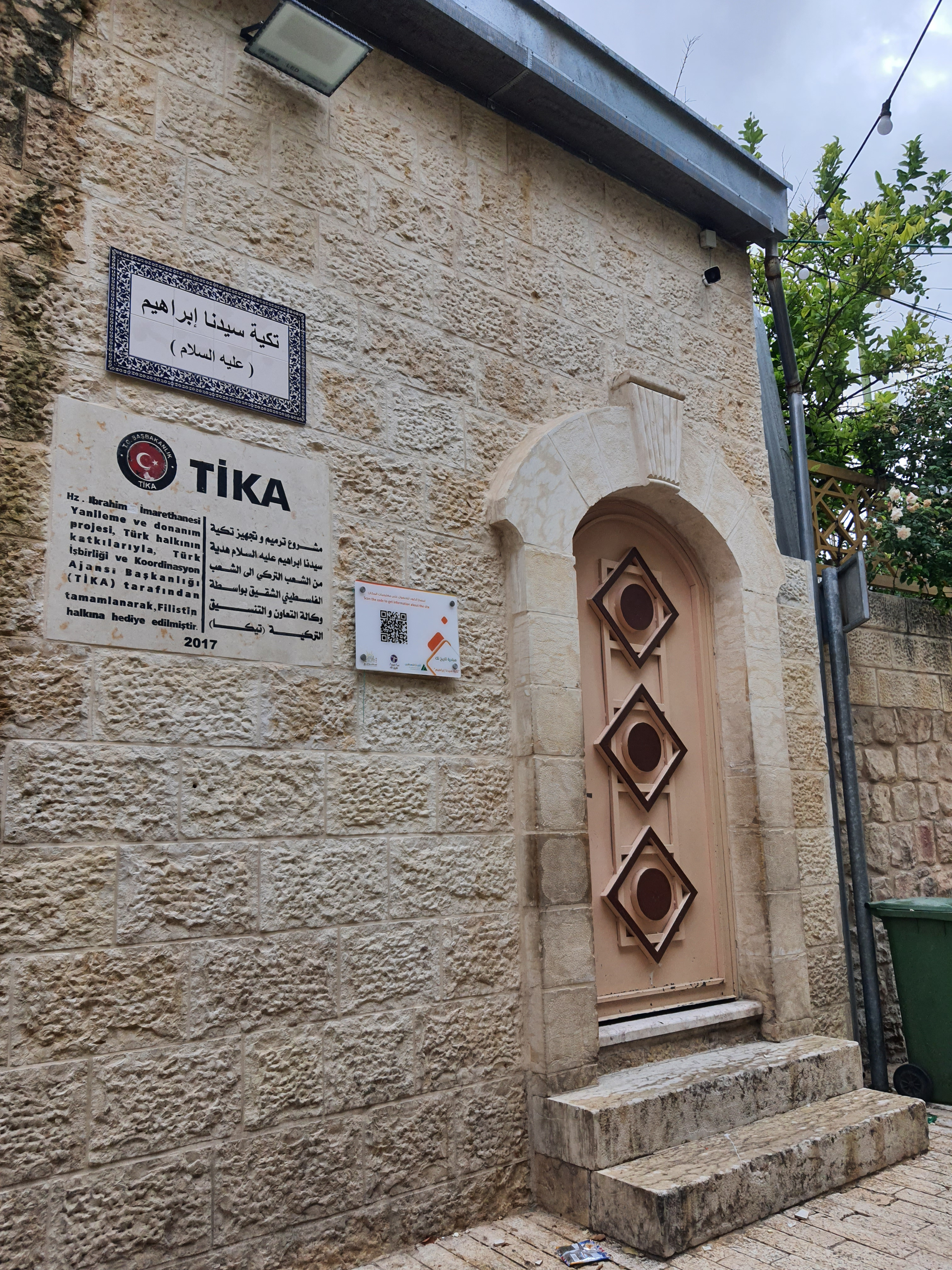
مدخل التكية الإبراهيمية في البلدة القديمة بجانب المسجد الإبراهيمي في مدينة الخليل
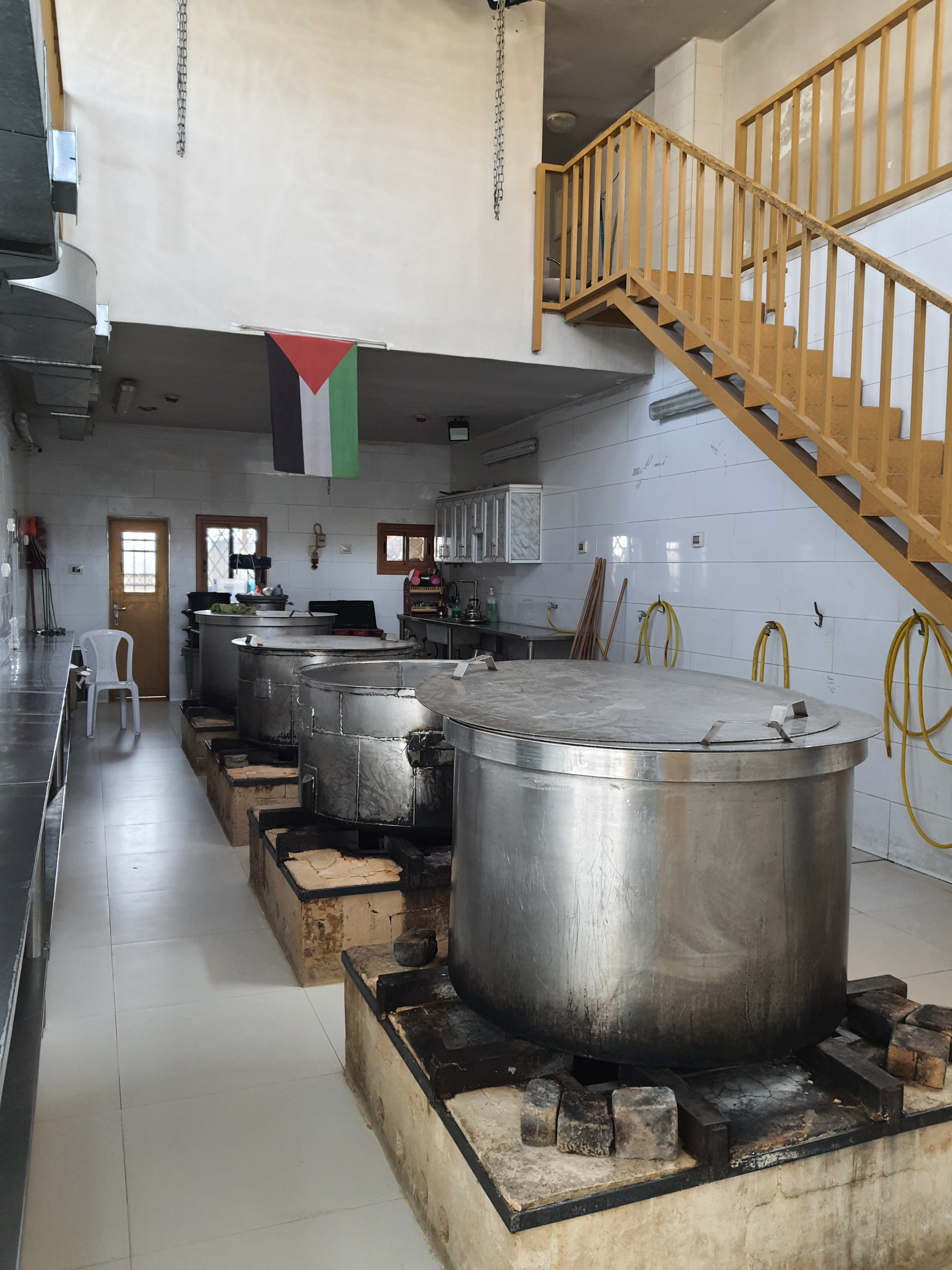
صورة أخرى من داخل التكية الإبراهيمية
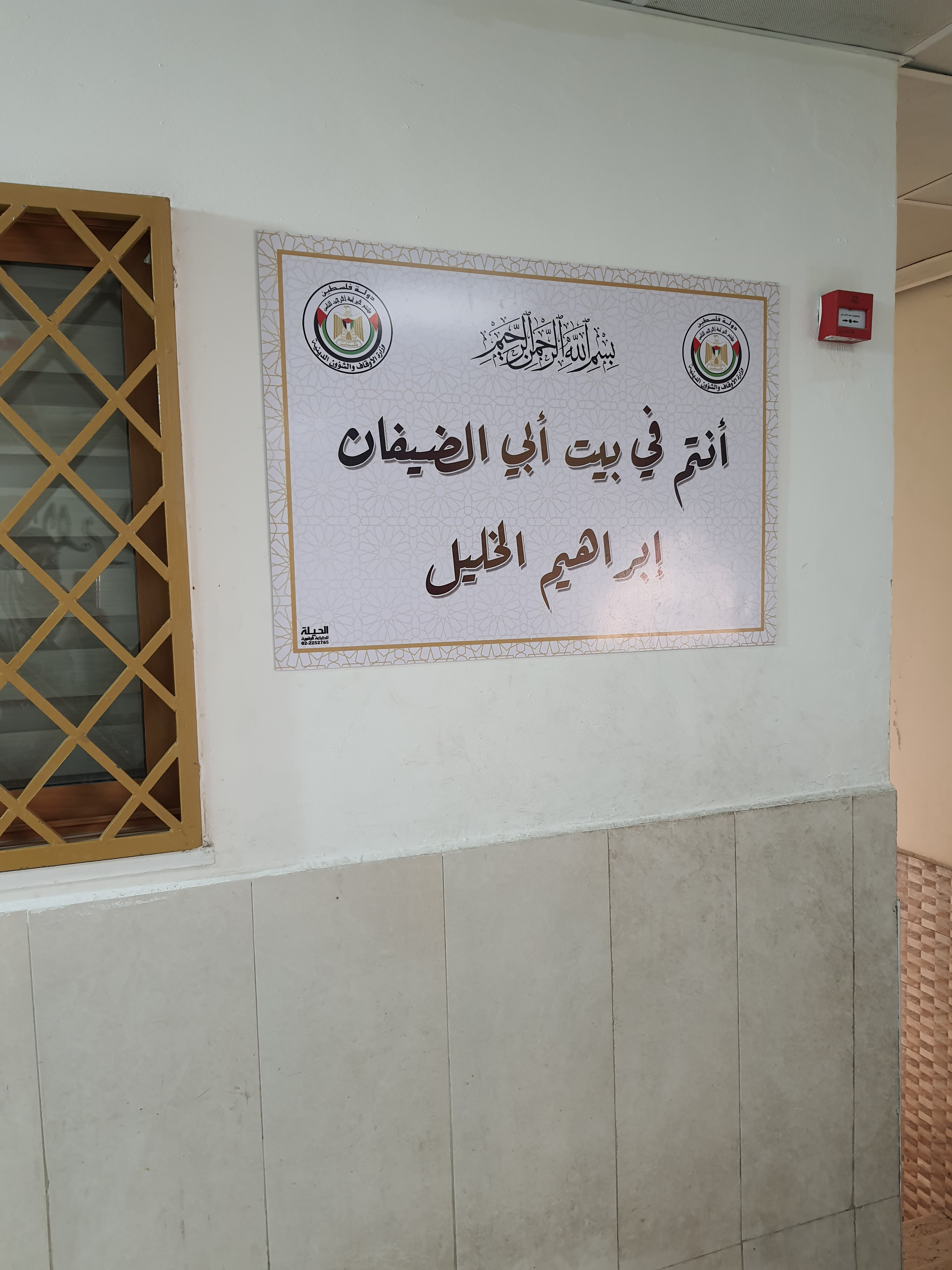
تنسب التكية لإبراهيم عليه السلام الذي عرف بأبي الضيفان حيث كان يقدم الطعام للعابرين ويكرمهم

## وصلات خارجية
- يوتيوب: تكية أبي الأنبياء.. وجهة الفقراء - تقرير قناة الجزيرة على يوتيوب.